# Yamaha WR 250 R
Die WR 250 R wurde Ende 2007 erstmals in Deutschland von Yamaha vorgestellt. Mit der WR 250 R sollte nach einigen Jahren wieder eine alltagstaugliche Enduro mit 250 cm³ angeboten werden. Nach dem Verkaufsstopp der Suzuki DR 350 und der Yamaha XT 350 war für sie ein lukrativer Markt entstanden.

## Technik
Die Technik der WR 250 R leitet sich von den Yamaha-WR-Wettbewerbsmodellen ab. Die WR 250 R soll die Lücke zwischen den kleinen 125 cm³ und den großen 600-cm³-Enduros schließen. Ziel der Entwicklung sollte eine Enduro sein, die bei einer Abstimmung auf den täglichen Einsatz die Leistungsfähigkeit einer Wettbewerbsmaschine besitzt.

## Technische Daten
- flüssigkeitsgekühlter 1-Zylinder-4-Takt-DOHC-Motor mit vier Ventilen und 250 cm³ Hubraum
- Große, leichte Einlassventile aus Titan
- Nockenwellen mit großem Hub mit extra harter WPC-Oberflächenbearbeitung
- Bohrung × Hub 77,0 mm × 53,6 mm (wie bei der YZ/WR 250 F)
- Hohe Verdichtung von 11,8:1
- Max. Nennleistung 22,6 kW (30,7 PS) bei 10.000/min
- Max. Drehmoment 23,7 Nm bei 8.000/min
- Nasssumpf Schmierung
- Ölinhalt 1,5 L
- Dachförmiger Brennraum
- Elektrostart (kein Kickstarter)
- Elektronische Kraftstoffeinspritzung von MIKUNI mit langem Einspritzventil mit 12 Einspritzdüsen
- Drosselklappengröße 38 mm
- Einlasssystem nach dem Fallstrom-Prinzip mit Luftmengenklappe an der Airbox
- Leichter, geschmiedeter Kolben
- Zylinderlaufbahn mit Keramik-Komposit-Beschichtung
- Kompakte und leichte 12V-Seltenerden-Lichtmaschine 350 W
- Kupplung mit 13 Scheiben
- 6-Gang-Getriebe mit Spritzdüsen Schmiersystem
- EXUP-Auspuff und kompakter, dreistufiger Schalldämpfer
- Sekundärluftsystem und Katalysator mit Lambdaregelung
- 3-teiliger Semi-Doppelschleifenrahmen
- Rahmen aus gegossenem und geschmiedetem Aluminium und Stahlrohr
- Leichter Aluminium-Schwingenarm mit asymmetrischem Querschnitt
- 46-mm-Upside-down-Telegabel, Federweg 270 mm, komplett einstellbar
- Federbein mit Umlenksystem, Federweg 270 mm, komplett einstellbar
- Aufrechte Sitzposition
- 930 mm Sitzhöhe
- Bodenfreiheit 300 mm
- Digitale Instrumentierung mit Multifunktionsanzeige
- Bremsscheiben vorn 250 mm Ø und hinten 230 mm Ø Wave
- Rücklicht-LED
- Reifengröße vorn 80/100-21 M/C (51P) & Felgengröße 21x1.60
- Reifengröße hinten 120/80-18 M/C (65P) & Felgengröße 18x2.15
- Länge 2180 mm
- Breite 810 mm
- Höhe 1230 mm
- Sitzhöhe 930 mm
- Radstand 1420 mm
- Bodenfreiheit 300 mm
- Gewicht – fahrfertig, vollgetankt 134 kg
- zulässiges Gesamtgewicht 319 kg
- zulässige Achslast vorn 189 kg, hinten 257 kg
- Sitzplätze 2
- Höchstgeschwindigkeit: 130 km/h